# Ernanodon
Ernanodon — вимерлий плацентарний ссавець із формації Нонгшань середнього палеоцену в Китаї.
Це була відносно невелика тварина близько 50 сантиметрів у довжину, не враховуючи хвіст. Коли його вперше виявили та дослідили, вважалося, що це примітивний мурахоїд. E. antelios і Eurotamandua з еоценової Німеччини допомогли підтримати покинуту гіпотезу про те, що існував рух між фауною Південної Америки (батьківщина мурахоїдів та інших ксенартранів) і фауною Європи та Азії через Північну Америку. Розміщення E. antelios у Xenarthra також викликає сумнів, оскільки в ньому відсутні характерні суглоби, які характеризують Xenarthra, та сама причина, чому Eurotamandua більше не розглядається як xenarthran. Нещодавні дослідження нових останків, знайдених у пізньопалеоценових монгольських шарах, привели до оцінки, що Ernanodon тісно пов'язаний з Metacheiromys в рамках таксона Palaeanodonta, який у дослідженні було підтверджено як сестринський таксон Pholidota, ряду ящерів.